# 拉图尔代格
拉图尔代格（法語：La Tour-d'Aigues，法語發音：[la tuʁ dɛɡ]）是法国普罗旺斯-阿尔卑斯-蓝色海岸大区沃克吕兹省的一个市镇，属于阿普特区。

## 地理
拉图尔代格（43°43'31"N, 5°32'52"E）面积41.3 平方千米，位于法国普罗旺斯-阿尔卑斯-蓝色海岸大区沃克吕兹省，该省份为法国东南部内陆省份，北起德龙省，西北接阿尔代什省，西接加尔省，南至罗讷河口省，东南角与瓦尔省接壤，东临上普罗旺斯阿尔卑斯省。
与拉图尔代格接壤的市镇（或旧市镇、城区）包括：圣马丹-德拉布拉斯克、昂苏伊、拉巴斯蒂多讷、格朗布瓦、米拉博、拉莫特代格、佩尔蒂。

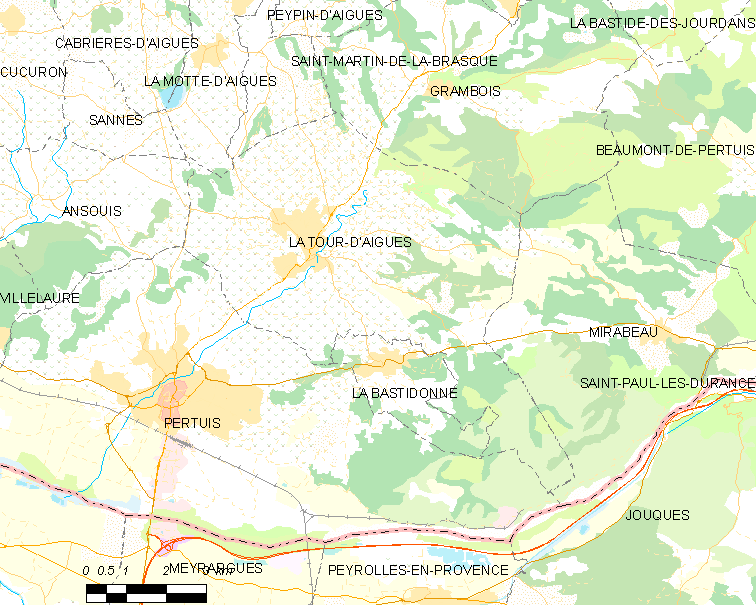
拉图尔代格的OSM定位图

拉图尔代格的时区为UTC+01:00、UTC+02:00（夏令时）。

## 行政
拉图尔代格的邮政编码为84240，INSEE市镇编码为84133。

## 政治
拉图尔代格所属的省级选区为佩尔蒂县。

## 人口

1962-2008年间拉图尔代格人口变化图示

拉图尔代格于2022年1月1日时的人口数量为4375人。